# Imetang
Imetang ist ein Landstrich im administrativen Staat Ngarchelong auf der Insel Babeldaob in Palau.

## Geographie
Der Ort liegt im Osten von Ngarchelong am Hügel Ngerudechong (45 m), der ein Kap im Osten der Ngarchelong-Halbinsel bildet. Zu dem Ort gehören die Siedlungen Ngebei (Gabel), Iebukel (Jebukol) und Ngerbau (Acaralong, Delebog).
Im Ort gibt es die Ngarchelong Evangelical Church.

## Klima
Das Klima ist tropisch heiß, wird jedoch von ständig wehenden Winden gemäßigt. Ebenso wie die anderen Orte von Palau wird Imetang gelegentlich von Zyklonen heimgesucht.